# Château de Méréglise
Le château de Méréglise est situé sur la commune de Méréglise, dans le département d'Eure-et-Loir.

## Historique
Le monument fait l’objet d’une inscription au titre des monuments historiques depuis le 31 décembre 2001.